# Congomys
Congomys – rodzaj ssaków z podrodziny myszy (Murinae) w obrębie rodziny myszowatych (Muridae).

## Rozmieszczenie geograficzne
Rodzaj obejmuje gatunki występujące endemicznie w Demokratycznej Republiki Konga.

## Morfologia
Długość ciała (bez ogona) 109–144 mm, długość ogona 116–162 mm, długość ucha 18–26 mm, długość tylnej stopy 28–32 mm; masa ciała 27–65 g.

## Systematyka
Rodzaj zdefiniowała w 2021 roku para teriologów, Francuzka Violaine Nicolas i Czech Josef Bryja, w artykule zatytułowanym Filogenomika afrykańskiej radiacji gryzoni z plemienia Praomyini (Muridae: Murinae): pierwsza w pełni rozwiązana filogeneza, historia ewolucji i delimitacja istniejących rodzajów, opublikowanym w czasopiśmie „Molecular Phylogenetics and Evolution”. Gatunkiem typowym jest (oryginalne oznaczenie) pramyszówka kongijska (C. lukolelae).

### Etymologia
Congomys: Kongo, Afryka; gr. μυς mus, μυoς muos ‘mysz’.

### Podział systematyczny
Nowo (2021 rok) utworzony rodzaj z dwoma gatunkami wydzielonymi z Praomys. Do rodzaju należą następujące gatunki:
| Grafika | Gatunek              | Autor i rok opisu                        | Nazwa zwyczajowa       | Podgatunki         | Rozmieszczenie geograficzne                                                                 | Podstawowe wymiary                            | Status IUCN |
| ------- | -------------------- | ---------------------------------------- | ---------------------- | ------------------ | ------------------------------------------------------------------------------------------- | --------------------------------------------- | ----------- |
|         | Congomys lukolelae   | (Hatt, 1934)                             | pramyszówka kongijska  | gatunek monotypowy | rozproszone obszary na północ i wschód od rzeki Kongo; zakres wysokości: do 1800 m n.p.m.   | DC: 10,9–13,5 cm DO: 12,3–16,2 cm MC: 40–65 g | LC          |
|         | Congomys verschureni | (W.N. Verheyen & van der Straeten, 1977) | pramyszówka tropikalna | gatunek monotypowy | rozproszone obszary na południe i zachód od rzeki Kongo; zakres wysokości: do 1800 m n.p.m. | DC: 10,9–14,4 cm DO: 11,6–15,9 cm MC: 27–57 g | DD          |

Kategorie IUCN:  LC  – gatunek najmniejszej troski,  DD  – gatunki o nieokreślonym stopniu zagrożenia.